# هانس-یواخیم کوئلروتر
هانس-یواخیم کوئلروتر (آلمانی: Hans-Joachim Koellreutter؛ ۲ سپتامبر ۱۹۱۵ – ۱۳ سپتامبر ۲۰۰۵) یک آهنگساز، موسیقی‌شناس و مدرس موسیقی اهل آلمان بود.
او در شهر فرایبورگ در آلمان زاده شد، اما از سال ۱۹۳۷ میلادی در کشور برزیل ساکن و مبدل به یکی از تأثیرگذارترین موسیقی‌دانان آن کشور شد.
از شاگردان او می‌توان به ژیلبرتو مندس، آنتونیو کارلوس ژوبیم، دنیس ماندارینو، کلاجو سانتورو و ژایمی آماچنکس اشاره کرد.